# Исмоили Сомони (посёлок городского типа)
Исмоили Сомони (тадж. Исмоили Сомонӣ) — посёлок городского типа в Хатлонской области Таджикистана, административный центр района Кушониён.

## История
Постановлением ЦИК СССР от 7 марта 1936 года утверждено постановление ЦИК Таджикской ССР от 19 января 1936 года об образовании в составе Таджикской ССР нового Октябрьского района с центром в кишлаке Чичка (тем же постановлением кишлак переименован в Октябрьск).
26 ноября 1959 года кишлак перестал быть районным центром в связи с упразднением Октябрьского района и вхождением Октябрьского кишлачного Совета в административное подчинение Курган-Тюбинскому городскому Совету депутатов трудящихся.
Статус посёлка городского типа присвоен в 1967 году. С 1977 года входил в состав областного центра Курган-Тюбинской области — города Бохтар.
17 октября 1980 года пгт Октябрьск был объединён с Курган-Тюбинским районом под новым названием Коммунистический район и определён его административным центром (взамен областного центра — города Курган-Тюбе, выведенного из состава района).
Коммунистический район в 1988—1990 годах входил в состав Хатлонской области Таджикской ССР, а в 1990—1992 годах — снова Курган-Тюбинской. С 12 марта 1992 года пгт Октябрьск являлся центром Бохтарского района (переименован из Коммунистического) в составе Хатлонской области Таджикистана.
В 1998 году посёлок Октябрьск переименован в Исмоили Сомони. С 20 января 2018 года  посёлок Исмоили Сомони стал центром района Кушониён (переименован из Бохтарского).

## Население
| 1970 | 1979 | 1989 | 2013 | 2015 | 2019 | 2020 | 2021   | 2022   |
| ---- | ---- | ---- | ---- | ---- | ---- | ---- | ------ | ------ |
| 4513 | 4588 | 6179 | 7600 | 7800 | 8400 | 8500 | 10 300 | 10 500 |